# فان تاين دونغ
فان تاين دونغ (بالفيتنامية:Văn Tiến Dũng) ، من مواليد 2 مايو 1917 وتوفي في 17 مارس 2002 ، عسكري فيتنامي مخضرم ، عمل في منصب القائد العام لقوات الشعبية الفيتنامية عام 1954 ، وفي سنة 1980 عينه وزيراً للدفاع .
وكان فان تاين دونغ له دور لإسقاط عاصمة جمهورية فيتنام الجنوبية سايغون ، وهي البلد التي كانت متحالفة مع الولايات المتحدة سنة 1975.

## وصلات خارجية
- فان تاين دونغ على موقع مونزينجر (الألمانية)

- Profile of Văn Tiến Dũng نسخة محفوظة 4 أكتوبر 2005 على موقع واي باك مشين.
- Bibliography: Văn Tiến Dũng's writings